# Sigela ethiopica
Sigela ethiopica là một loài bướm đêm trong họ Erebidae.